# Ханцкаркамахи
Ханцкаркамахи (дарг. ХьанцӀкъаркъамахьи) — село в Сергокалинском районе Дагестана.
Входит в состав Миглакасимахинской сельской администрации (включает села: Миглакасимахи, Кардмахи, Кулькибекмахи, Ханцкаркамахи).

## География
Село расположено в 30 км к юго-западу от районного центра — села Сергокала.

## Население
| 1926 | 1939 | 1970 | 1989 | 2002 | 2010 | 2021 |
| ---- | ---- | ---- | ---- | ---- | ---- | ---- |
| 197  | ↗236 | ↘205 | ↘175 | ↗203 | ↘175 | ↗195 |

## Этимология
Название ХьанцӀкъаркъамахьи состоит из трёх даргинских слов: хьанцI — синий, къаркъа — камень, махьи — отсёлок. 

## Природные ресурсы
Месторождения целестина (соединения стронция).